# Bukuskus
Bukuskus (arab. بقصقص) – wieś w Syrii, w muhafazie Hama. W 2004 roku liczyła 514 mieszkańców.